# 托尔高-奥沙茨县
托尔高-奥沙茨县（Landkreis Torgau-Oschatz）是德国萨克森州最北部曾经的一个县，隶属于莱比锡行政区，首府托尔高。2008年8月1日，托尔高-奥沙茨县与代利奇县合并为北萨克森县。

## 地理
托尔高-奥沙茨县北面与萨克森-安哈特州的维滕贝格县，东面与勃兰登堡州的易北-埃尔斯特县和里萨-格罗森海恩县，南面与德伯尔恩县，西面与穆尔德河谷县和代利奇县相邻。